# Polícia Nacional da Colômbia
A Polícia Nacional da Colômbia (Policía Nacional de Colombia) é a força policial militar instituída para exercer as suas atribuições sobre a totalidade do território da Colômbia, em ciclo completo que abrange a polícia judiciária e a polícia ostensiva. É um órgão policial colombiano, de natureza civil, organização militar e abrangência nacional, responsável pelo segurança pública em todo o território daquele país. Tem como principais propósitos a preservação da harmonia social, da convivência pacífica entre os cidadãos e do respeito recíproco entre indivíduos e o Estado.
Criada em 1891, a Polícia Nacional da Colômbia é uma instituição centenária subordinada ao Presidente da República, que é o Chefe Superior da Polícia Nacional, e exerce sua autoridade através do Ministro da Defesa Nacional e do Diretor Geral da Polícia Nacional. Desde 1953 o órgão está subordinado ao Ministério da Defesa. Sua sede está localizada no Centro Administrativo Nacional (CAN), em Bogotá. Em conjunto com as Forças Armadas (Exército, Marinha e Força Aérea), compõe o que na Colômbia denomina-se Força Pública.

## Missão
O artigo 218, do capítulo VII, da Constituição Política da Colômbia, define a Polícia Nacional como um corpo armado de natureza civil com a finalidade primordial de manter as condições necessárias para o exercício dos direitos e liberdades públicas de forma a assegurar a convivência pacífica dos habitantes da Colômbia.

## História
Coube a Carlos Holguín, em sua qualidade de Presidente da República, sancionar a Lei 90 de 7 de novembro de 1888, por meio da qual foi criado um órgão destinado a atuar como Polícia Nacional e a executar as missões que, em assuntos nacionais, o governo poderia lhe confiar. Outros serviços de polícia a nível departamental e alguns a nível municipal existiam em paralelo e atuavam sob as ordens de seus respectivos governadores ou prefeitos.
O Governo Nacional promulgou o Decreto 1000 de 5 de novembro de 1891, pelo qual se organiza o corpo da Polícia Nacional. Tal norma e data são tomadas como referência para indicar o nascimento da Polícia Nacional da Colômbia. De acordo com o Decreto, as demais forças policiais estariam extintas a partir da criação da Polícia Nacional da Colômbia. Subordinada ao Ministério do Governo, estava baseada na cidade de Bogotá , com um efetivo de 300 policiais divididos em três companhias.

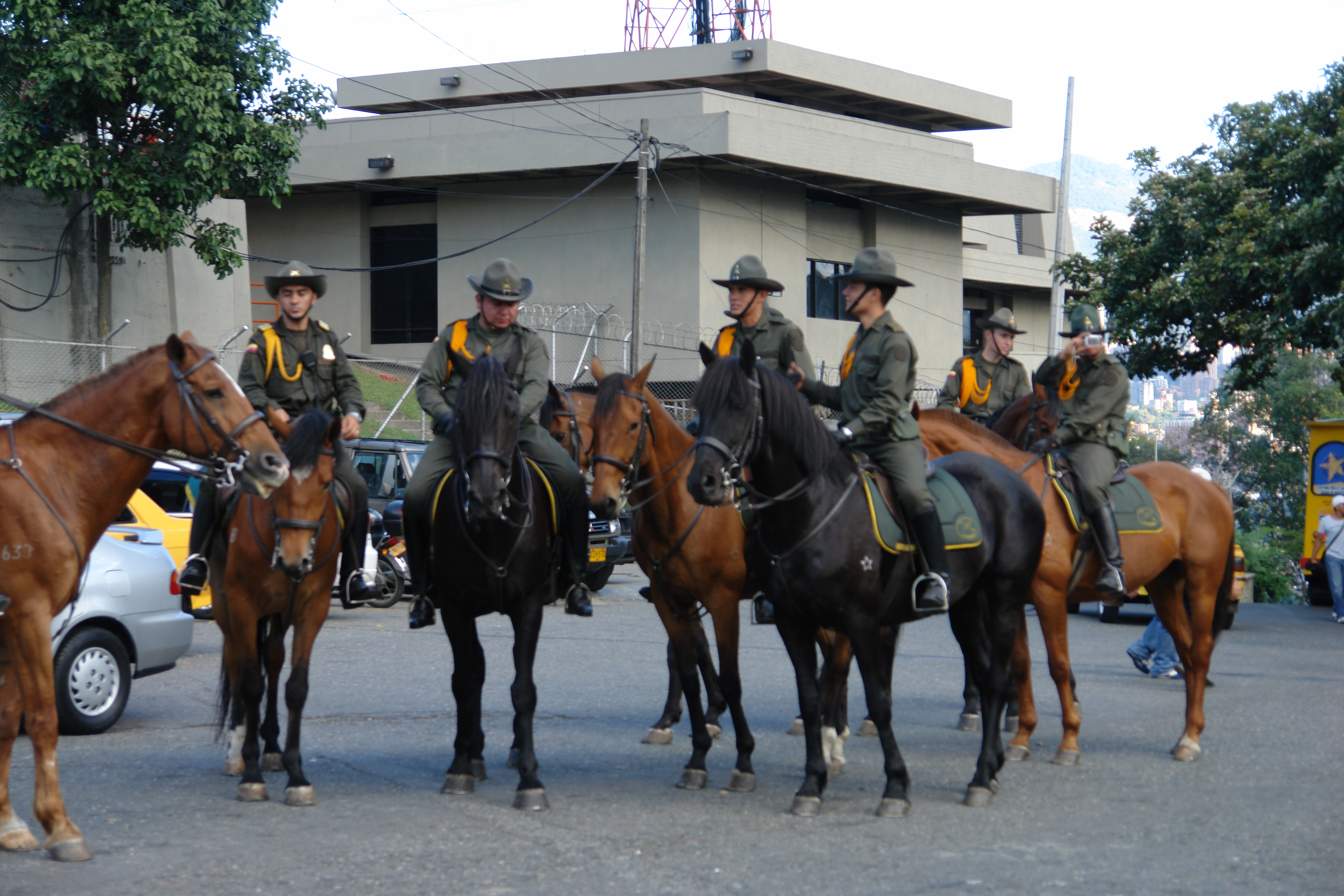
Policiamento montado.

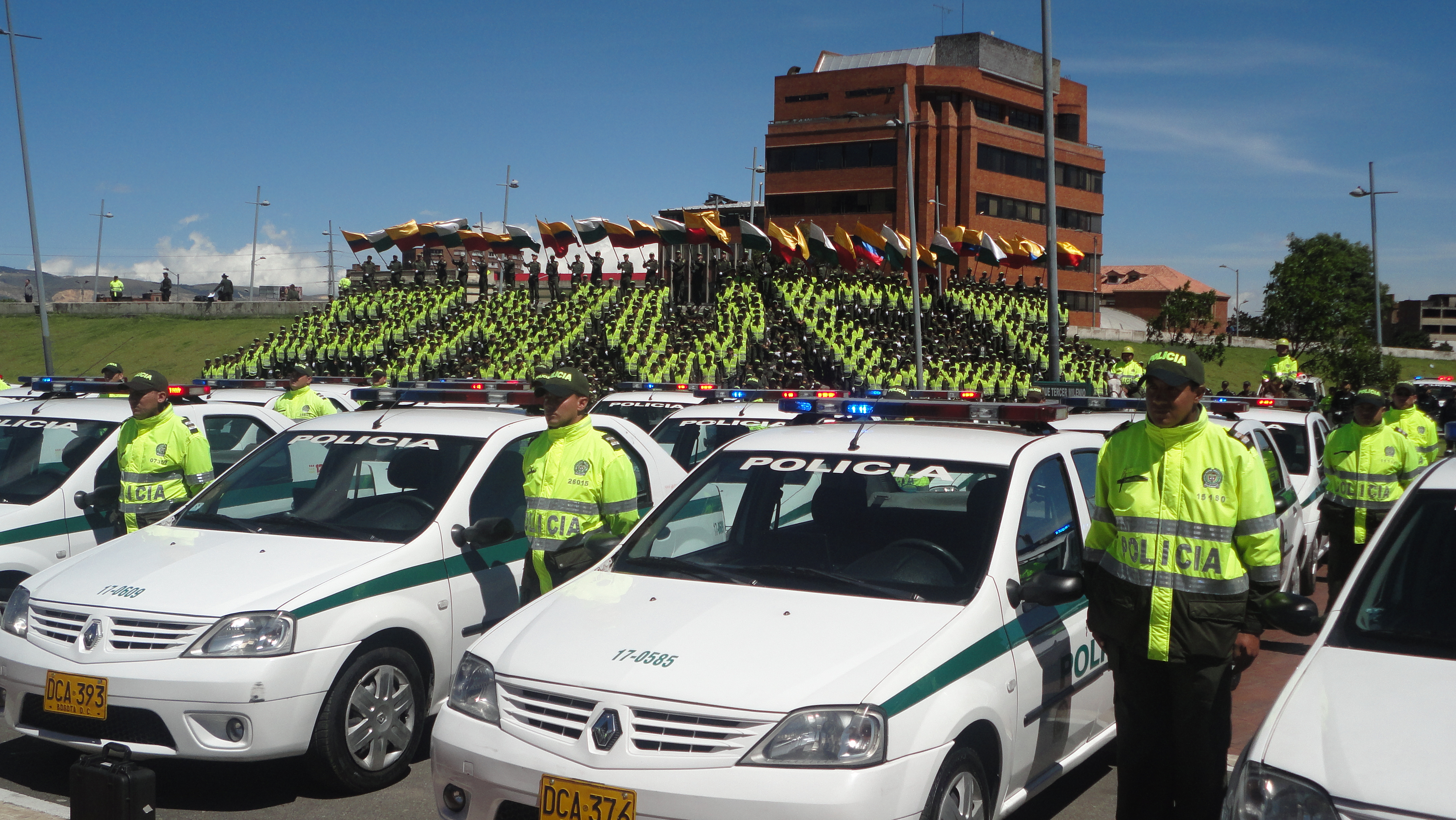
Patrulhas em Bogotá.

Em 1898, na expectativa de uma guerra civil e decretado o estado de sítio em todo o território da república, subordinou-se a polícia ao Ministério da Guerra. Uma reforma a partir de 1899 devolveu a sua subordinação ao Ministério do Governo e dividiu a vigilância da cidade de Bogotá em sete distritos. Nessa época contava com 944 agentes distribuídos por divisões.
O regulamento elaborado por Juan María Marcelino Gilibert expressa o seguinte: 
“A Polícia tem a missão especial de conservar a tranquilidade pública e, como consequência, a ela corresponde proteger as pessoas e propriedades; tornar efetivos os direitos e garantias que a Constituição ou as leis lhes reconhecem; velar pelo cumprimento das leis do país, das ordens e disposições das autoridades constituídas; prevenir delitos, crimes e contravenções, e perseguir e apreender os delinquentes e contraventores. A Polícia não reconhece privilégios nem distinções e obriga, portanto, nacionais e estrangeiros, salvo as imunidades reconhecidas pela Constituição, as leis, os tratados público e o direito internacional”.
O Decreto nº 1.380, de 16 de setembro de 1902, criou na corporação o Corpo de Guardas de Honra do Palácio Presidencial com o nome de Guarda Civil da Cidade de Bogotá. Um Comissariado de Polícia Judiciária foi criado pelo Decreto nº 743, de 1904. Pelo mesmo dispositivo legal a corporação volta ao comando do Ministério da Guerra.
Durante o governo do General Rafael Reyes, em cumprimento à Lei 43 de 1904 foi estabelecida uma Comissão de Polícia Judicial, subordinada à Direção Geral da Polícia Nacional, destinada à investigação dos delitos assinalados nos termos da lei.
Em 1915 novo organograma divide a Polícia Nacional em três grupos: Vigilância e Segurança; Polícia Judiciária e Guarda Civil. A escola de investigação surge em 1924. Cinco anos após, foi introduzida a identificação datiloscópica pelo Método Vucetich e formados técnicos datiloscopistas para os serviços policiais.
Em 4 de novembro de 1915, a Lei 41 define que “a Polícia Nacional tem como objetivo primordial conservar a tranquilidade pública na capital da República e em qualquer ponto onde deva exercer suas funções; proteger as pessoas e propriedades e prestar o auxílio necessário para a execução de leis e decisões do Poder Judiciário”. O corpo da Polícia Nacional se distribui em três grupos, expostos a seguir: o primeiro destinado à vigilância e segurança; o segundo, constitui uma guarda civil de gendarmaria, encarregada de zelar pelo serviço de correios, pelas colônias penais e pela condução de réus, entre outras tarefas; o terceiro, por sua vez, tem funções de polícia judiciária.
Torna-se, em 1953, a quarta força a compor o Comando Geral das Forças Armadas, conservando a sua organização e atribuições próprias.
Desde 1991, a Constituição Política da Colômbia definiu a Polícia Nacional como um corpo armado de natureza civil, suprimindo-a do Comando Geral das Forças Militares, porém ainda está atribuída no Ministério da Defesa, segundo a Lei 62 de 12 de agosto de 1993.

## Natureza
A Corte Suprema de Justiça aceitou que a existência de agentes internos de violência organizada, de grupos armados que operam contra o Estado (grupos armados ilegais como os grupos paramilitares, as guerrilhas das FARC, e o ELN) desnaturaliza a Polícia, desestabiliza a diferença entre o policial e o militar, dando lugar a uma divisão turva, entre o militar e o civil. Tais fatos têm forçado a Polícia Nacional a utilizar armamentos e táticas militares, a fim de cumprir seus objetivos ante a perturbação da ordem pública interna.
Os membros da Polícia Nacional e das Forças Militares têm um foro especial de caráter penal conforme o qual devem ser julgados por cortes marciais ou tribunais militares quando cometam delitos em serviço ativo ou em relação com o mesmo serviço. A Constituinte de 1991 foi consciente da “zona cinzenta” que deu origem à Corte, que situa a Polícia Nacional nos limites entre o militar e o civil.

## Unidades de Polícia
Regiões de Polícia
Uma Região consiste em uma unidade de polícia com jurisdição em vários departamentos de polícia e/ou polícias metropolitanas, e é comandada por um general.
Departamento de Polícia
Unidade de polícia localizada – e com jurisdição – em cada um dos 32 departamentos do país (além deste, as zonas de Urabá e Magdalena Medio possuem departamentos próprios); para um total de 34 Departamentos de Polícia. Cada departamento é comandado por um coronel.
Polícia Metropolitana
Localizadas e com jurisdição nas principais cidades dos país (Bogotá, Medellín, Cali, Barranquilla, Cartagena, Ibagué, Pasto, Bucaramanga, Manizales, Cúcuta, Popayán, Santa Marta,Montería, Tunja e Villavicencio, as polícias metropolitanas são unidades de políciacomandadas por um coronel ou um general brigadeiro. 
Em dezembro de 2011, foi anunciado que a cidade de Neiva contará com uma polícia metropolitana. Em janeiro de 2014 foi posta em funcionamento a polícia metropolitana de Pasto. Em 30 de abril do mesmo ano foi feita a entrega da Polícia Metropolitana de Manizales.
Distrito de Polícia
Unidade organizadora da atividade operacional das estações de polícia, base para o desenvolvimento dos serviços especializados, agrega duas (2) ou mais estações em uma determinada jurisdição. Encarregado de garantir o serviço de vigilância urbana e rural a cargo da Polícia Nacional. O nível mínimo para ser comandante de distrito é de capitão.
Estação de Polícia
É uma unidade básica da organização policial, sendo sua jurisdição a dos municípios em que o país se divide ou das localidades ou comunas das principais cidades que possuam esta divisão territorial. Também existem estações de polícia em aeroportos e terminais de transporte, e em alguns municípios de maior extensão podem existir mais de uma estação de polícia. O comandante da estação pode ser oficial, suboficial ou membro do nível executivo da Polícia Nacional, sendo o grau mínimo o de subintendente.
Subestação de Polícia
Unidade de polícia localizada nos espaços rurais dos municípios, tais como corregimentos e inspeções de polícia. O comandante da subestação pode ser oficial, suboficial, ou membro do nível executivo, sendo o grau mínimo o de subintendente.
Comando de Atenção Imediata (CAI)
É a unidade policial com menor jurisdição, estrategicamente localizada nos perímetros urbanos dos municípios, localidades ou comunas, permitindo uma vigilância específica dos setores designados com uma capacidade de resposta adequada. A rapidez, oportunidades e aproximação com a comunidades são as condições especiais desse serviço.
Posto de Polícia
É uma unidade policial localizada em zonas rurais, diferentes dos centros povoados que por sua situação estratégica e conveniência institucional, assegura o controle do território e da proteção à infraestrutura produtiva do país. O comandante pode ser oficial, suboficial, ou membro do nível executivo, sendo o grau mínimo o de subintendente.

## Organização
Definida pelo Decreto nº 4222, de 2006, que alterou o Decreto nº 049, de 2003, estabelecendo seis direções operacionais e cinco direções de apoio ao serviço policial.
- Direções

Direção, supervisão, coordenação e apoio aos órgãos subordinados das Regiões de Polícia e Comandos de Departamento.
- Regiões de Polícia

Destinadas a coordenar e apoiar os Comandos dos Departamentos de Polícia e de Polícia Metropolitana.
- Comandos de Departamento

Órgãos de execução distribuídos da acordo com a divisão geográfica do país, por departamentos e em algumas cidades importantes como Bogotá, Medellín, Cali e Cartagena, por Comandos de Policía Metropolitana.